# Liste der Kulturdenkmäler in Wiesbaden-Klarenthal
Die folgende Liste enthält die in der Denkmaltopographie ausgewiesenen Kulturdenkmäler auf dem Gebiet Stadt Wiesbaden, Ortsbezirk Klarenthal in Hessen.
Hinweis: Die Reihenfolge der Denkmäler in dieser Liste orientiert sich zunächst an Ortsbezirken und anschließend den Straßennamen.
Grundlage ist die Veröffentlichung der Hessischen Denkmalliste, die auf Basis des Denkmalschutzgesetzes vom 5. September 1986 erstmals erstellt und seither laufend ergänzt wurde. Ein Teil dieser Listen ist zusammen mit einer ausführlichen Beschreibung auf der Webseite denkxweb.denkmalpflege-hessen.de einzusehen.

## Klarenthal
| Bild                                                               | Bezeichnung                                                        | Lage                                    | Beschreibung | Bauzeit | Daten |
| ------------------------------------------------------------------ | ------------------------------------------------------------------ | --------------------------------------- | ------------ | ------- | ----- |
| Gesamtanlage Ehem. Klarissenkloster (Kapelle und Anschlussgebäude) | Gesamtanlage Ehem. Klarissenkloster (Kapelle und Anschlussgebäude) | Klarenthal LageFlur: 9, Flurstück: 23   |              | Ab 1730 |       |
| Bild gesucht BW                                                    | Gesamtanlage Ehem. Klarissenkloster (Spritzenhaus)                 | Klarenthal LageFlur: 9, Flurstück: 23   |              |         |       |
| Gesamtanlage Ehem. Klarissenkloster (Hofgut)                       | Gesamtanlage Ehem. Klarissenkloster (Hofgut)                       | Klarenthal LageFlur: 9, Flurstück: 23   |              | Ab 1846 |       |
| Gefallenen Ehrenmal                                                | Gefallenen Ehrenmal                                                | Klarenthal LageFlur: 5, Flurstück: 26/1 |              |         |       |

## Fasanerie
| Bild                              | Bezeichnung                 | Lage                                      | Beschreibung                                   | Bauzeit    | Daten |
| --------------------------------- | --------------------------- | ----------------------------------------- | ---------------------------------------------- | ---------- | ----- |
| weitere Bilder                    | Ehem. Jagdschloss Fasanerie | Fasanerie LageFlur: 3, Flurstück: 9/5,9/7 | Architekt/Planer: Joachim Stengel (Vermutlich) | 1744/45    |       |
| Das Besucherzentrum des Tierparks | Fasanerie                   | Fasanerie LageFlur: 3, Flurstück: 9/5,9/7 |                                                | Ab 1744/45 |       |
| Neues Schützenhaus                | Neues Schützenhaus          | Fasanerie LageFlur: 6, Flurstück: 5/3     | Architekt/Planer: Josef Hölzel                 | 1911–1913  |       |

## Klosterbruch
| Bild                 | Bezeichnung          | Lage                                       | Beschreibung                                     | Bauzeit | Daten |
| -------------------- | -------------------- | ------------------------------------------ | ------------------------------------------------ | ------- | ----- |
| Schläferskopfstollen | Schläferskopfstollen | Klosterbruch LageFlur: 6, Flurstück: 40/20 | Architekt/Planer: Stadtbaumeister Alexander Fach | Ab 1896 |       |